# Municipio de Elmira (Illinois)
El municipio de Elmira (en inglés: Elmira Township) es un municipio ubicado en el condado de Stark en el estado estadounidense de Illinois. En el año 2010 tenía una población de 319 habitantes y una densidad poblacional de 3,49 personas por km².

## Geografía
El municipio de Elmira se encuentra ubicado en las coordenadas 41°11′29″N 89°48′39″O / 41.19139, -89.81083. Según la Oficina del Censo de los Estados Unidos, el municipio tiene una superficie total de 91.44 km², de la cual 91,44 km² corresponden a tierra firme y (0 %) 0 km² es agua.

## Demografía
Según el censo de 2010, había 319 personas residiendo en el municipio de Elmira. La densidad de población era de 3,49 hab./km². De los 319 habitantes, el municipio de Elmira estaba compuesto por el 99,06 % blancos y el 0,94 % eran de una mezcla de razas. Del total de la población el 1,25 % eran hispanos o latinos de cualquier raza.